# 髙橋基史
髙橋 基史（たかはし もとふみ）は、日本で活動するミュージカル俳優および元歌手である。
静岡県富士宮市出身。劇団四季所属。

## 来歴
高校卒業までは静岡県内で過ごし、高校時代はバンド活動を行いドラムを担当していた。高校卒業後バント解散をきっかけに上京し、歌手に転向しオペラやゴスペル等の舞台活動を行っていた。
2008年に劇団四季オーディションに合格し劇団四季へ入団しミュージカル俳優に転向した。同年ライオンキングのアンサンブル8枠役で四季の初舞台出演を果たし、以降数多くの作品に出演している。
2013年に初上演されたリトルマーメイドではアンサンブル6枠役のオリジナルキャストとして出演しており、同作品では2014年からはトリトン役でも出演している。

## 主な出演作品
- ライオンキング（アンサンブル8枠、スカー）
- 解ってたまるか!（力石）
- ガンバの大冒険（ヨイショ）
- リトルマーメイド（アンサンブル6枠、トリトン[1]）
- 美女と野獣（ガストン）
- エビータ（マガルディ[2]）
- サウンド・オブ・ミュージック（アンサンブル1枠）
- ノートルダムの鐘（クロパン）